# Filmatiseringar av Dracula
Bram Stokers roman Dracula från 1897 om Greve Dracula har filmats många gånger. Detta är en lista på filmatiseringar. Det kan även finnas fler som inte är listade.

## Stumfilmer
- Drakula halála, Ungern 1921, regi Károly Lajthay. Filmen anses vara den första filmatiseringen av Stokers roman trots att handlingen har få likheter med boken.
- Nosferatu, Tyskland 1922, regi F.W. Murnau. Filmproducenterna saknade rättigheter att filmatisera romanen och ändrade därför namnen på figurerna. Bram Stokers änka stämde producenterna och vann. Alla kopior av filmen skulle förstöras, men några överlevde. Dracula, som i filmen kallas Greve Orlok, spelas av Max Schreck.

## Ljudfilmer
- Dracula, USA 1931, regi Tod Browning. Filmen producerades av Universal. Dracula spelades av Bela Lugosi. Samtidigt spelades på samma studio in en spanskspråkig version. Denna regisserades av George Melford och Dracula spelades av Carlos Villarías.
  - Uppföljare:

  1. Draculas dotter (1936)
  2. Draculas son (1943) med Lon Chaney Jr.
  3. Draculas hus (1945) med John Carradine.
- I Draculas klor, Storbritannien 1958, regi Terence Fisher. Hammer Film Productions första Dracula-film, med Christopher Lee som Dracula.
  - Uppföljare:

  1. Dracula - blodtörstig vampyr (The Brides of Dracula, 1959), regi Terence Fisher. Dracula förekommer inte i denna uppföljare.
  2. Dracula - mörkrets furste, 1966, regi Terence Fisher.
  3. Draculas vålnad, 1968, regi Freddie Francis
  4. Blodsmak, 1970, regi Peter Sasdy
  5. Draculas märke, 1970, regi Roy Ward Baker
  6. Dracula A.D. 1972, 1972, regi Alan Gibson
  7. Dracula och djävulsdyrkarna, 1973, regi Alan Gibson,
  8. The legend of the 7 golden vampires, 1974, regi Roy Ward Baker
- Count Dracula, Italien/Västtyskland/Spanien/Liechtenstein, 1970, regi Jess Franco. Dracula spelas av Christopher Lee även i den här filmen, som dock inte är av Hammer.
- Dracula, Storbritannien, 1973, regi Dan Curtis, manus Richard Matheson. TV-film. Dracula spelas av Jack Palance.
- Blood for Dracula, Italien/Frankrike, 1974, regi Paul Morrissey. Dracula spelas av Udo Kier
- Count Dracula, Storbritannien, 1977, regi Philip Saville. TV-film. Dracula spelas av Louis Jourdan.
- Greve Dracula, Storbritannien, 1979, regi John Badham. Dracula spelas av Frank Langella.
- Nosferatu - nattens vampyr, Tyskland, 1979, regi Werner Herzog. Dracula spelas av Klaus Kinski. Denna film har en inofficiell uppföljare, Nosferatu a Venezia (1988). I den kallas dock Kinskis rollfigur aldrig för Dracula utan enbart för Nosferatu.
- Dracula, Japan, 1980. Tecknad film.
- Bram Stokers Dracula, USA, 1992, regi Francis Ford Coppola. Dracula spelas av Gary Oldman.
- Dracula, Storbritannien, 2006, regi Bill Eagles. Dracula spelas av Marc Warren.
- Dracula 3D, Italien, 2012, regi Dario Argento. Dracula spelas av Thomas Kretschmann.

Det har även gjorts ett stort antal filmer med Dracula som central figur men som har en annan handling än den i boken. Det har även gjorts parodier som Blacula, Deafula, Kärlek vid första bettet och Dracula: Död men lycklig